# クラーベ
クラーベ（スペイン語: clave）はサルサなどのアフロキューバン音楽（ラテン音楽）でテンポを構成するための道具として用いられるリズムパターンである。スペイン語claveは「鍵」（音楽的な意味での「キー」）を意味する。英語風に読むと「クラーヴェイ」である。
スタイルやミュージシャンによってクラーベは、単純なリズム装飾から、音楽の他の部分が関わってくる精巧な構造的枠組みまでの役割を果しうる。

## 種類

### ソン・クラーベ
キューバのポピュラー音楽で最も一般なクラーベのリズムは、同名のキューバ音楽スタイルから取って「ソン・クラーベ」と呼ばれる。

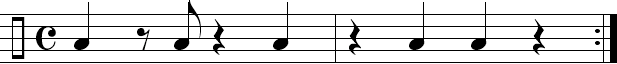
西洋の記譜法による 3:2 ソン・クラーベのリズム

最初の小節に3つ、2番目の小節に2つの音符があるので、このパターンは3:2方向と呼ばれる。2:3方向はこの小節が逆になったものである。

### ルンバ・クラーベ
「ルンバ・クラーベ」は民族音楽的なグアグアンコのスタイルに関連して用いられることが最も多い。これにも下図のような3:2方向と、その逆の2:3方向がある。

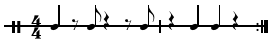
3:2 ルンバ・クラーベ

### 6/8 クラーベ
「6/8 クラーベ」としばしば呼ばれる3番目のキューバン・クラーベは西アフリカ（サハラ以南アフリカと主張する者もいる）の良く知られた12/8拍子を適用したものである。これはカウベルのパターンであり、主に「ルンバ・コロンビア」「アバカ」その他の民族音楽スタイルで演奏される。

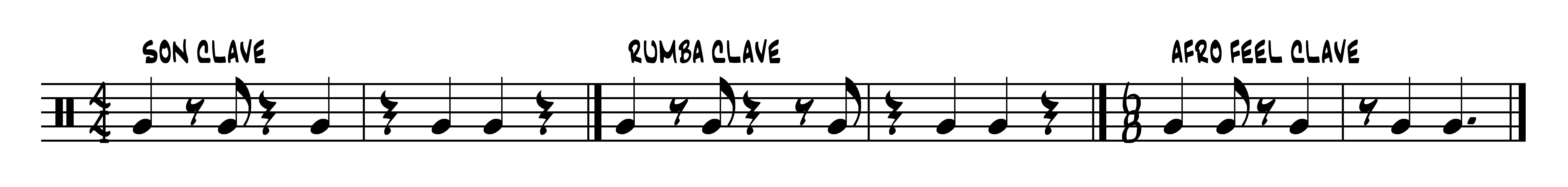
3つの主要なクラーベ・パターン。全て3:2方向

いかに6/8クラーベを記譜すべきかについては議論がある。実際の演奏では「3」側の3番目の音符と「2」側の最初の音符はしばしば西洋記譜法にはぴったり収まらないリズム上の位置に来てしまうのである。従って、さまざまなバリエーションが存在する。
6/8クラーベに拍子を当て嵌める時には、これをさまざまなやり方で数え、もしくは「感じる」ことができる。下図では6/8（「アフロ・フィール」と呼んでいる）クラーベを上段に、拍子もしくはビートを下段に記譜している。6/8クラーベを用いた楽曲では、任意の時点でこれらの「感じ」のいずれでも、全てでも用いることができ、いずれも用いないこともできる。

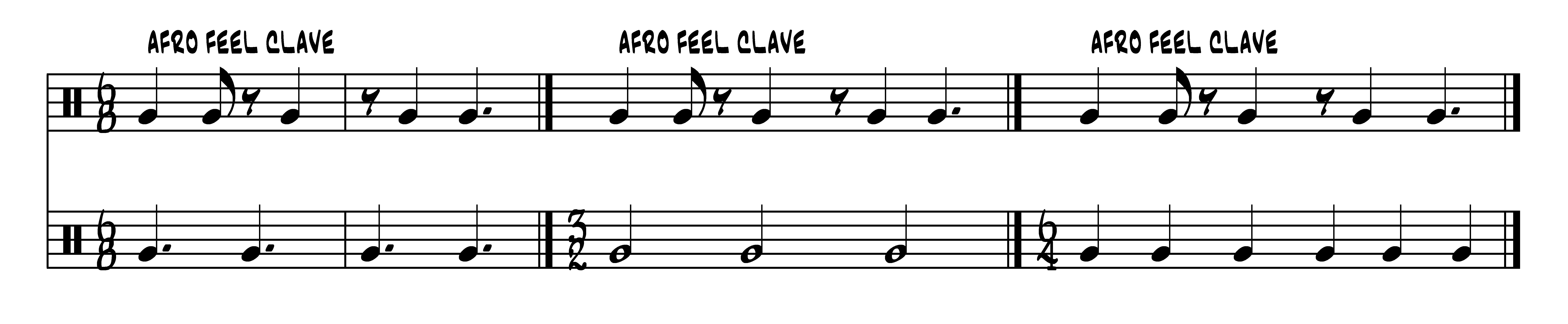
6/8クラーベを数えるさまざまな方法

## キューバ音楽以外でのクラーベ

### 用法と起源を巡る論争
クラーベの音楽的な用法と歴史的起源の双方を巡り活発に行われる議論はクラーベの音楽的生命力の最も偉大な証拠かもしれない。この節では、（全てではないが）ミュージシャンたちがクラーベを代表していると考えているキューバ以外の音楽から例を紹介する。最もよくある主張である、ブラジルや一部アメリカのポピュラー音楽のものについては後述する。
Claveはスペイン語であり、その音楽的用法はキューバ西部、特にマタンサスとハバナで発達した。しかしながら、このリズムの起源はアフリカ、特に現在のガーナとナイジェリアに当たる西アフリカの音楽に遡る。また中東の一部地域にもクラーベに類似したリズムがある。
キューバ音楽に現れるクラーベが（ブラジル、アメリカ、アフリカ、中東の）他の音楽形式に出現する同様のリズムと同じように機能しているか否かについても議論がある。キューバ音楽のうちいくつかの形式では、クラーベとそれ以外の音楽要素との間に、分野を超えてすら厳密な関係を要求しており、これはキューバに特有であるようだ。例えば、グアグアンコ（民族音楽スタイル）のカスカラのパートはポピュラー音楽のサルサ・スタイルでのカスカラのパートと同様にクラーベと関係する。ブラジルやアメリカのポップ音楽では、「クラーベ」の上にどんなリズムの組み合わせでも載せることができる。
クラーベ型リズムの多くの文化に渡っての広がりには素材の借用も関係しているのだろうし、またクラーベの数学的な配分も関係しているのかもしれない。クラーベの「3」側はその3つの音符と拍子・ビートとの間にほぼ黄金比を形成する。人間は対称性を見出すことに喜びを感じるという美学理論の主張によるなら、このことはクラーベのリズムを満足を齎すものにしている。クラーベは高位のリズム的な対称性として機能し、この分析によるならば、それが我々がクラーベを心地よいと感じる理由となる。これは4/4拍子で最も簡単に作り出せるシンコペーションでもあり、このために多くの異った文化で独立して発展したのかもしれない。

### ブラジル音楽でのクラーベ
クラーベはブラジル音楽にも存在すると主張するミュージシャンもいる。クラーベと呼ばれることもあるところのブラジルのリズムは時として（しかし常にではなく）リズム上の類似点をクラーベと共有することがあるが、異った音楽的機能も有している。文化的、言語学的、そして民族背景的に、キューバとブラジルは共に非常にはっきりと際立ったものである。しかしながら、18世紀から19世紀にかけての交易やその他の相互作用の結果、
同じ音楽的素材が交換されたことも考えられるが、これについては歴史的検証を待たなければならない。

#### ボサノヴァ・クラーベ
ボサノヴァ・クラーベはソン・クラーベと似たリズムだが、「2」側の2番目の音符が半拍遅れる。このパターンも3:2、2:3のどちらでも演奏される。

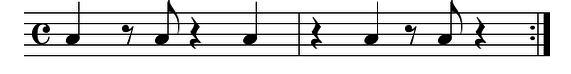
3:2 ボサノヴァ・クラーベ

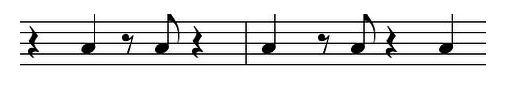
2:3 ボサノヴァ・クラーベ

#### その他のブラジルの例
以下の例は、ブラジル音楽のさまざまなスタイルに見出される、キューバのクラーベに似た諸パターンの音写である。アゴゴやスルドで演奏される。
凡例：　拍子：2/4; L=低いベル、H=高いベル、O=スルド（オープン）、X=スルド（消音）、|=小節区切り
- スタイル: サンバ 3:2; LL.L.H.H|L.L.L.H. (より一般的な 3:2: .L.L.H.H|L.L.L.H.)
- スタイル: マラカトゥ(Maracatu) 3:2; LH.HL.H.|L.H.LH.H
- スタイル: サンバ 3:2; L|.L.L..L.|..L..L.L|
- 楽器: 第3スルド 2:3; X...OO.O|X...O.O.
- サンバ・スタイルの変種: パルティード・アルト 2:3; L.H..L.L|.H..L.L.
- スタイル: マラカトゥ 2:3; L.H.L.H.|LH.HL.H.
- スタイル: サンバ＝レゲエまたはボサノヴァ 3:2; O..O..O.|..O..O..
- スタイル: イジェーシャ(Ijexa) 3:2; LL.L.LL.|L.L.L.L. (HH.L.LL.|H.H.L.L.)

上記のうち3番目の例では、クラーベのパターンはギタリストの演奏する共通の伴奏パターンに基づいている。B=ギターの親指で奏される低音、C=他の指で奏される和音
C|BC.CB.C.|B.C.BC.C|

### ジャマイカおよびフランスのカリブ音楽におけるクラーベ
ジャマイカのメント音楽にもソン・クラーベのリズムは存在し、Lord Tickler『Don't Fence Her In』『Green Guava』『Limbo』、Count Lasher『Mango Time』、The Wigglers『Linstead Market/Day O』、The Tower Islanders『Bargie』、Laurel Aitken『Nebuchanezer』などの1950年代の録音でも聞かれる。ジャマイカの住人の一部はキューバ人の多くと同じ出身（コンゴ）であり、これがリズムを共有している理由とも考えられる。マルティニクのビギンでもしばしば耳にする。

### アメリカ音楽におけるクラーベ
クラーベという言葉は主にアフロキューバン音楽の文脈で使われるが、このリズムはロックンロールやジャズにも浸透している。20世紀初頭のハバナやニューオリンズのミュージシャンたちは1日2便のフェリーに乗って両都市を行き来して演奏していたのでこれは驚くべきことではない。
ニューオリンズの「セカンド・ライン」リズムやポピュラー音楽で「ボ・ディドリーのビート」として知られるようになったそのバリエーションはソン・クラーベのリズムと類似しているが、「3」側の3番目の音符から1番目の音符にアクセントが移動している。ボ・ディドリーが最初にどこでこのリズムを耳にしたのかは不明である。フランスの音楽雑誌『Best』に1990年に掲載されたボ・ディドリーのインタビューによれば、アメリカの黒人霊歌にインスピレーションを受けているとのことである。
ジェイムス・ジョンソンの影響力ある『チャールストン』リズムは事実上クラーベの「3」側と同じである。ジョンソンはこのリズムをサウスカロライナの同名の沖仲仕から聞いたと語っている。
『リトル・ダーリン』はクラーベのリズムを中心に作られた曲である。ドゥービー・ブラザーズの『チャイナ・グローブ』のベース・リフにもクラーベが用いられている。『マカレナ』やその他にも無数のジャズやポピュラー音楽でのクラーベの例がある。